# Günther Zumkeller
Günther Zumkeller (* 20. Jahrhundert) ist ein ehemaliger  deutscher Ruderer.

## Werdegang
Günther Zumkeller stammt aus dem Bodenseeraum. Er wurde Mitglied des Ruderverein Neptun aus Konstanz. Seine Disziplin innerhalb des Rudersportes wurde der Zweier ohne Steuermann. Mit seinem langjährigen Partner Dieter Bender wurde er in den Jahren 1961, 1962 und 1963 deutscher Meister. Gleichzeitig mit den nationalen Wettkämpfen wurden er und sein Boot mit Bender auch international erfolgreich eingesetzt. Bei den Europameisterschaften 1961 in Prag gewann er eine Goldmedaille, bei den Europameisterschaften 1963 in Kopenhagen eine Silbermedaille.
Höhepunkt seiner Laufbahn war 1962 der Gewinn einer Goldmedaille bei den Weltmeisterschaften in Luzern.
Für seine sportlichen Leistungen wurden er und sein Partner Dieter Bender am 31. März 1962 mit dem Silbernen Lorbeerblatt ausgezeichnet.
Anlässlich des 100-jährigen Bestehens des RV Neptun 1985 wurde er als einer von neun Mitgliedern des Vereins zum Ehrenmitglied ernannt.